# Öffentlicher Geschlechtsverkehr

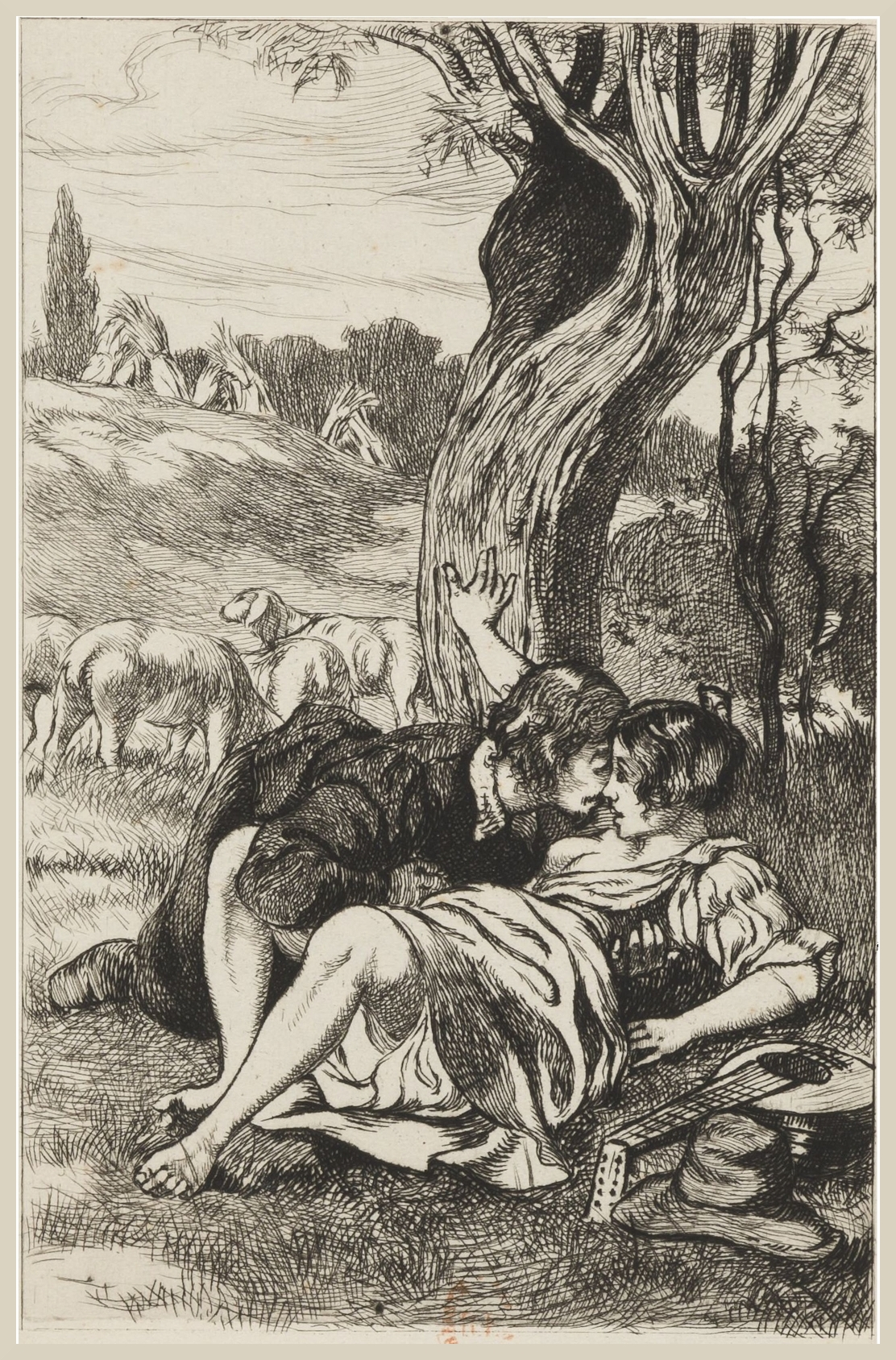
Martin van Maele: Ein Paar beim Vorspiel (1925)

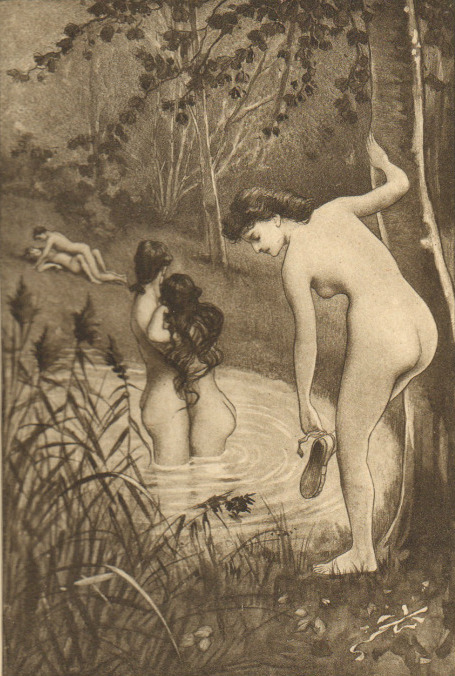
Édouard-Henri Avril: Die Badepartie

Als öffentlicher Geschlechtsverkehr oder Sex in der Öffentlichkeit lässt sich Geschlechtsverkehr bezeichnen, der im öffentlichen Raum stattfindet oder von dort frei einsehbar ist.
Diese Definition umfasst neben öffentlichen Plätzen wie etwa Einkaufszentren, U-Bahnhöfen, öffentlichen Verkehrsmitteln und Toiletten auch gut einsehbare Privaträume. Auch Büroräume und ein im öffentlichen Raum abgestelltes Auto zählen dazu; ebenso wie abgelegene Orte, etwa Hinterhöfe, Gärten, Friedhöfe, Wälder oder Strände.
Je nach Situation kann es sich beispielsweise um bewussten Exhibitionismus handeln, um enthemmte Handlungen in einem (etwa durch Alkohol verursachten) Rauschzustand oder um eine vermeintlich private Situation, die jedoch öffentlich beobachtet werden kann.

## Geschichtliche Beispiele
Bereits um 374 vor Christus ist von der griechischen Hetäre Neaira überliefert, dass sie mit Phrynion vor Publikum Sex hatte, was als zumindest unziemlich wahrgenommen wurde. Auch der Thrakerin Hipparchia wurden aufgrund ihres kynistischen Hintergrunds öffentliche Geschlechtsakte nachgesagt.
Im 17. Jahrhundert sahen Gesetze der europäischen Kultur für Unzucht in der Regel harte Strafen vor. Eine Unterscheidung, welche Praktiken sozial akzeptabel waren, variierten dabei von Ort zu Ort stark; Strafen reichten von sozialer Ausgrenzung über Auspeitschungen bis hin zur Todesstrafe. Für öffentliche Masturbation oder Sodomie (worunter auch Analverkehr fiel) im Allgemeinen konnten aufgrund des religiösen Verbots Todesstrafen verhängt werden.
Ein Beispiel einer Ausnahme war offenbar die präkoloniale Gesellschaft auf Tahiti, wo europäische Entdecker auf Einheimische trafen, bei denen öffentlicher Geschlechtsverkehr keinem sozialen Tabu unterlag. Die Erzählungen der erstaunten und begeisterten Seeleute von den exotischen Tänzen und freigiebigen Mädchen, denen sie begegnet waren, formten in Europa die romantische Idee von egalistischen, pazifistischen Südsee-Eingeborenen (eine Form des Edlen Wilden). Tatsächlich herrschte auf Tahiti durchaus ein soziales Klassensystem; es fanden Kriege und zeremonielle Menschenopferungen statt. Entsetzte Missionare sprachen später von einem „dreckigen Sodom der Südsee“, dessen Bewohner unentwegt „von der elendigen Vereinigung der Geschlechter“ sprächen.
In der homosexuellen Subkultur ab dem 19. Jahrhundert war Sex an öffentlich zugänglichen, jedoch abgeschirmten Orten wie etwa Toiletten (Klappen) eine Praxis, um anonym den gesellschaftlich nicht akzeptierten Neigungen nachzugehen.
Die BBC berichtete im September 2003 über die verbreiteten Praktiken des Dogging, womit im britischen Englisch Sex in öffentlichen Grünanlagen oder Parkplätzen gemeint ist – in zahlreichen Fällen auch in Anwesenheit von Zuschauern. Über Soziale Netzwerke hätten sich mittlerweile bereits Gruppen mit mehreren zehntausend Mitgliedern gebildet und es käme häufig zu Sex mit gänzlich Unbekannten. Diese Praktiken der Swingerszene bergen ein erhöhtes Risiko für die Übertragung von Geschlechtskrankheiten und eine Dogging-Szene an bestimmten Plätzen lasse erhöhte Aktivitäten des Drogen- und des Prostituiertenmilieus befürchten. Zu warnen sei auch vor Rohypnol-Missbrauch. Diese Praktiken haben sich dennoch in zahlreichen weiteren Ländern etabliert.
Aufgrund von Filmaufnahmen öffentlichen Geschlechtsverkehrs in U-Bahnen und an U-Bahn-Haltestellen in Wien (2010 und 2014) und Berlin (2014) finden Vorfälle zum Teil internationales Medienecho. Auch ohne belastende Videoaufnahmen sorgen Vorfälle regelmäßig für Aufsehen und werden gegebenenfalls polizeilich unterbunden.
Laut einer in den USA durchgeführten – nicht repräsentativen – Umfrage wollen 22 Prozent der Teilnehmer im Jahr 2005 Sex in der Öffentlichkeit gehabt haben. Als wichtiger Motivator für das Ausleben der verbreiteten Fantasiesituation wird die Suche nach dem Thrill genannt. Ein Großteil der Situationen würde sich nicht wiederholen und die Beteiligten würden sich nicht erneut der als unbequem empfundenen Situation aussetzen.

## Rechtliche Situation
Geschlechtsverkehr in der Öffentlichkeit kann in Deutschland als Belästigung der Allgemeinheit § 118 OWiG mit Geldbuße geahndet werden. Wenn jemand Drittes dadurch absichtlich oder wissentlich belästigt wird, liegt Erregung öffentlichen Ärgernisses nach § 183a StGB vor, die mit Freiheitsstrafe bis zu einem Jahr oder Geldstrafe bestraft wird. 
In Österreich droht § 218 StGB dafür Freiheitsstrafe bis zu sechs Monaten oder Geldstrafe vor. In Liechtenstein richtet sich die Strafbarkeit nach § 203 StGB. In der Schweiz sind Taten nach Artikel 198 StGB mit Busse zu ahnden.
In der Praxis können damit im deutschsprachigen Raum auch einvernehmliche sexuelle Handlungen polizeilich verfolgt werden, sobald jemand Anzeige erstattet. Üblicherweise stellt die Polizei keine eigenen Ermittlungen ohne entsprechende Anzeige an.
Auch in Großbritannien fallen die Taten unter verschiedene rechtliche Aspekte; maßgeblich ist zumeist, ob abhängig von Ort, Zeit und Publikumsverkehr eine „Erregung öffentlicher Empörung“ (outraging public decency) vorliegt. Strafrechtlich untersagt sind namentlich sexuelle Handlungen in öffentlichen Baderäumen. Vor dem geschichtlichen Hintergrund der früheren Verfolgung von Homosexuellen sehen die Richtlinien der Polizei nur situationsbedingt ein Eingreifen vor, etwa bei Anzeigeerstattung einer belästigten Person. Orte, die informell als Public Sex Environment klassifiziert sind, werden nur selten geräumt.
In den USA gelten meist strengere Gesetze: Untersagt ist etwa Public indecency, Indecent exposure und Disorderly conduct, diese Verbote sind jedoch stark von der Rechtslage in einzelnen Bundesstaaten und von der Rechtsauslegung der ermittelnden Behörden und Gerichte abhängig. Ein prominenter Fall war 1995 die Verurteilung des Schauspielers Hugh Grant zu einer Geld- und Bewährungsstrafe, weil er in seinem Fahrzeug Oralverkehr mit der Prostituierten Divine Brown hatte.

## Motiv in der Kunst
Als künstlerisches und literarisches Motiv wurde die Fantasie des öffentlichen Liebesakts vielfach ausgearbeitet, insbesondere im Bereich der Pornografie und erotischen Literatur. Der britische Singer-Songwriter Darren Hayman nahm 2010 in einem Song seines vierten Albums Essex Arms zum Dogging Stellung. Mit Bezug auf ein zeitgenössisches Vorkommnis schrieb der Musiker Eko Fresh 2014 den Song U-Bahn-Ficker.